# Jean-Pierre Duteuil
Jean-Pierre Duteuil, né le 3 août 1944  à Paris, est un militant anarchiste et éditeur français, très proche de Daniel Cohn-Bendit durant les années 1965-1968 à la faculté de Nanterre.
Quelques semaines avant Mai 68, il est un des initiateurs du Mouvement du 22-Mars.

## Biographie
Après avoir raté son baccalauréat en 1962, il part en Italie où il rencontre des militants anarchistes italiens.
Élève au lycée de Nanterre en 1963-1964, lecteur du Monde libertaire, il participe à des actions antimilitaristes et contre l’armement atomique, en particulier en envahissant le terrain du stade de Colombes brandissant une banderole contre le nucléaire lors des hymnes d'un match de Rugby France-Ecosse avec deux amis de la mouvance "Aguiguiste" (de Aguigui Mouna).

Étudiant en sociologie à la Faculté des lettres de Nanterre à partir de la rentrée 1964, il est l'un des fondateurs du groupe anarchiste qui conduit des actions, notamment concernant le contenu de l'enseignement : 

« Il s'agit de faire tomber le maître de son piédestal, de le désacraliser aux yeux des étudiants, et de l'amener, éventuellement, à réagir et à manifester — par colère — un autoritarisme qui ne manquerait pas d'apparaître ridicule. »

La même année, à la suite d'une annonce parue dans Le Monde libertaire, le groupe rejoint la Liaison des étudiants anarchistes, créée l’année précédente notamment par Tomás Ibáñez et Richard Ladmiral. L’année suivante, le groupe de Nanterre, qui n’est pas seulement composé d’étudiants, adhéra à la Fédération anarchiste. 
Il participe notamment avec Cohn-Bendit à la fondation du Mouvement du 22 mars, dont le rôle est important dans les événements de Mai 1968. 
Au début des années 1970, il est chargé de cours en psychologie sociale à l'Université Paris-Dauphine puis il s'installe dans le Berry en 1974, puis dans la Vienne en 1977, où il entreprend d'élever des chèvres. 
Après avoir adhéré à l'Organisation communiste libertaire (OCL) en 1978, il part pour le Pays basque en 1979. Abandonnant l'enseignement en 1980, il crée une imprimerie associative et les éditions Acratie (sans pouvoir) et milite dans le cadre de la lutte antinucléaire et dans le mouvement abertzale. 
De retour dans le département de la Vienne en 1994, il poursuit son travail d'édition et sa collaboration au journal de l'OCL, Courant alternatif.

## Les éditions Acratie
Les éditions Acratie sont une maison d'édition de la littérature libertaire, dont le catalogue comporte une soixantaine de livres[Quand ?]. Leur tirage est de l'ordre du millier d'exemplaires.
La maison d'édition ne participe à aucun salon officiel, uniquement à des salons militants.

## Publications
- La Révolte étudiante. Les animateurs parlent, avec Hervé Bourges, Jacques Sauvageot, Alain Geismar et Daniel Cohn-Bendit, Seuil, 1968
- Nanterre, vers le mouvement du 22 mars, préface de Daniel Cohn-Bendit, Acratie, 1988
- Mai 68. Un mouvement politique, Acratie, 2008